# Gessica Turato
Gessica Turato, née le 30 mai 1984 à Cittadella, est une coureuse cycliste italienne. Durant sa carrière, elle pratique le cyclisme sur route et sur piste.

## Biographie
Née en 1984 à Cittadella, dans la province de Padoue, Gessica Turato devient en 2001, championne d'Europe de poursuite juniors (moins de 19 ans) sur la piste de Fiorenzuola d'Arda avec un temps de 2 minutes 36,646 secondes. Elle participe aux mondiaux sur route juniors et termine 16e de la course en ligne.
En 2002, elle devient championne d'Italie de poursuite juniors. En 2004, à 20 ans, elle passe au niveau élite avec Safi-Pasta Zara et participe au Tour d'Italie féminin, où elle termine 80e.
L'année suivante, elle est championne d'Europe sur route espoirs à Moscou. En fin d'année, elle est également sélectionnée pour les mondiaux de Madrid, où elle se classe 81e.
Elle termine sa carrière en 2006, à l'âge de 22 ans, après avoir terminé 55e du Tour d'Italie féminin cette saison-là, dans lequel elle a couru avec l'équipe Chirio Forno d'Asolo.

## Palmarès sur route
- 2005
  -  Championne d'Europe sur route espoirs
- 2006
  - 2e du championnat d'Italie sur route

## Palmarès sur piste

### Championnats d'Europe
- Fiorenzuola d'Arda 2001 (juniors)
  -  Championne d'Europe de poursuite juniors

### Championnats d'Italie
- 2002
  -  Championne d'Italie de poursuite juniors